# Storo
Storo is een gemeente in de Italiaanse provincie Trente (regio Trentino-Zuid-Tirol) en telt 4554 inwoners (31-12-2004). De oppervlakte bedraagt 62,9 km², de bevolkingsdichtheid is 72 inwoners per km².
De volgende frazioni maken deel uit van de gemeente: Darzo, Lodrone, Riccomassimo.

## Demografie
Storo telt ongeveer 1768 huishoudens. Het aantal inwoners steeg in de periode 1991-2001 met 7,5% volgens cijfers uit de tienjaarlijkse volkstellingen van ISTAT.
| Jaar | Inwoneraantal |
| ---- | ------------- |
| 1991 | 4131          |
| 2001 | 4439          |

## Geografie
De gemeente ligt op ongeveer 409 m boven zeeniveau.
Storo grenst aan de volgende gemeenten: Condino, Condino, Bagolino (BS), Brione, Tiarno di Sopra, Bondone.